# 연애정원의 장미

《연애정원의 장미》(Die Rose vom Liebesgarten, WoO.16)은 1900년에 한스 피츠너가 작곡한 오페라(악극)로 대본은 피츠너에게 프랑크푸르트 음악원의 동료 학생 중 한 명인 제임스 그룬(James Grun)이 썼다. 이 작품은 1890년 독일의 화가 한스 토마가 그린 회화 '연애정원 앞에 있는 수호자(Der Wächter vor dem Liebesgarten)'에서 영감을 받았다.

## 악기편성
플루트3 (3번은 피콜로 겸함), 오보에2, 잉글리시 호른, 클라리넷2, 베이스 클라리넷, 바순2, 콘트라바순,  트럼펫3, 트롬본3, 호른4, 바그너 튜바4, 튜바, 유포니움, 트라이앵글, 심벌즈, 탐탐, 작은북, 실로폰, 첼레스타, 하프, 현5부

## 초연
연애정원의 장미는 1901년 11월 9일 부버탈의 엘버펠트 극장에서 처음 초연되었다. 그리고 빈 오페라 극장에서 초연이 되었는데 그 과정에는 사연이 있다, 이 곡을 작곡한 피츠너는 당시 독일권에서 유명한 지휘자였던 작곡가 구스타프 말러가 연주일정으로 머물고 있던 부버탈의 호텔로 찾아가서 말러에게 악보를 보여주며 곡을 초연해 달라고 부탁했다. 하지만 말러는 매몰차게 거부했고 호텔 옆방에 있던 알마가 나기는 피츠너를 보고 '당신 마음을 이해한다'며 위로했고 이 때 피츠너는 알마와 인연을 맺는다. 사실 피츠너는 문학적 소질을 갖고 있고 작문에 능통했기 때문에 신문에 자주 논설을 기고했고 태생적으로 독일 민족주의, 반유대주의적 성향이었기에 그러한 논설도 신문에 기고했다. 그리고 알마는 피츠너가 기고한 논설을 잃고 이미 이름을 알고 있었다. 그리고 알마도 피츠너와 성향이 비슷했기에 동복감을 느낀 것 아닌가 하는 추측도 된다. 나중에 알마는 피츠너 숭배자가 된다. 그리고 악보를 받은 알마는 혼자 집에서 피아노로 연주해보고 개인적으로 이 작품을 좋아했다고 한다. 그리하여 알마는 악보를 넘기며 피츠너의 이 작품의 연주를 해달라고 말러에게 권유한다. 일설에 따르면 말러가 있을 때 알마가 일부러 이 곡을 연주했다고 한다. 어쨌든 알마는 권유했지만 말러는 계속 거부를 하였고 1904년에 교향곡 3번 연주일정으로 하이델베르크 만하임으로 가는데 만하임에서 피츠너의 이 작품을 보게 되면서 살짝 마음이 바뀌었는지 알마의 권유를 수긍하는 쪽으로 바뀐다. 그리고 말러는 그 다음 해인 1905년에 빈 오페라 극장에서 이 곡을 초연한다. 
피츠너는 1905년 빈 오페라 극장 공연을 "내 작품의 멋진 공연"으로 묘사했다. 비평가들은 그 오페라가 지나치게 과장되었고 부분적으로 이해할 수 없다고 비난했다. 초연을 담당한 말러도 아직 확신을 가지지 못했다. 왜냐하면 이 작품은 매력적인 면도 있고 소리도 괜찮았으나 음악이 흐리뭉텅하다는 것이다. 예를 들어 '척추동물이 완전한 음악이라면 피츠너의 이 작품은 아직 연체동물에 지나지 않는다'라고 말했다.
막스 레거는 이 오페라를 "매우 크고 아름다운 작품"이라고 불렀다. 1막 연주 이후 구스타프 말러의 부인이기도 했던 알마 쉰들러에 따르면 '1막 이후 비슷한 위대한 작품이 나온 적은 없다.'고 하였다. 브루노 발터는 이 오페라를 "가장 아름다운 작품"이라고 말했다.
어쨋든 이걸 계기로 피츠너는 말러에게 계속해서 도움을 받았고 말러와 함께 예술가들의 모임에 참석했으며 말러에거 진 빛이 있기에 나중에 나치 정권 시기와 죽을 때 말러를 비난하거나 나쁘게 보지는 않았다고 한다.